# Ahr
Die Ahr ist ein 85,1 km langer, westlicher und linker Nebenfluss des Rheins, der im nordrhein-westfälischen Kreis Euskirchen und im rheinland-pfälzischen Landkreis Ahrweiler verläuft.
Das Einzugsgebiet hat eine Größe von 897,5 km².

## Name
Der Erstbeleg des Namens fand 855 als Are statt. Er leitet sich vom keltischen Flussnamen *Orā ab, welches mit dem indogermanischen Wort *h₃er- ‚sich in Bewegung setzen‘ in Zusammenhang steht.

## Geographie

### Verlauf
Die Ahr entspringt im Ortskern des in der Eifel gelegenen Blankenheim (Nordrhein-Westfalen) im Keller eines Fachwerkhauses in gefasster Quelle auf 474 m ü. NHN und durchfließt dann unterhalb der Burg Blankenheim den Schwanenweiher.
Die Bundesstraße 258 folgt dem südöstlich gerichteten Bachlauf durch die Talwiesen des nur mäßig in die Eifelhöhen eingetieften und weitgehend unter Naturschutz stehenden oberen Ahrtals. Unterhalb des Ortsteils Ahrdorf der Gemeinde Blankenheim erreicht die Ahr ihren südlichsten Punkt und rheinland-pfälzisches Gebiet. Von Müsch über Antweiler bis nach Fuchshofen verläuft der Fluss nordwärts und wendet sich ab Schuld über Insul nach Osten bis nach Dümpelfeld. Dort nimmt die Ahr die nordöstliche Fließrichtung des von rechts einmündenden Adenauer Baches auf. Bei Altenahr knickt das Tal nach Osten ab und hat zunächst einen ungewöhnlich stark gewundenen Verlauf. Hier wird der Fluss von der Bundesstraße 267 begleitet, die allerdings nicht jeder Schleife folgt.
In Altenahr beginnt die größte Ahrschleife; sie steht aufgrund ihrer Flora und Fauna unter Naturschutz. Ab hier ist das Tal schluchtartig mit schroffen Felshängen in das Ahrgebirge eingeschnitten. Ab Reimerzhoven wird vor allem an den Südhängen nördlich des Flusses Weinbau betrieben, besonders in den Orten Mayschoß, Rech, Dernau und Marienthal. Die letzte Engstelle des Ahrtals liegt unterhalb der Bunten Kuh, einer Felsformation, die fast bis an den Fluss reicht und kaum Platz für Straße und Schiene lässt. In Walporzheim weitet sich das Tal unvermittelt, und die Ahr durchquert die Kreisstadt Bad Neuenahr-Ahrweiler. Bei Heimersheim endet der Weinbau. Die Talsohle zwischen Bad Bodendorf am Nordrand und Sinzig auf einer Talterrasse im Süden wird von Ackerbau sowie Obst- und Gemüseanbau geprägt.
Die Ahr-Mündung liegt in der Ebene Goldene Meile auf dem Gebiet der Stadt Sinzig, nahe dem angrenzenden Remagener Stadtteil Kripp, auf etwa 53 m ü. NHN. Sie ist seit der Renaturierung (ab 1979, siehe Luftbilder) eine der wenigen naturhaften Flussmündungen in den Rhein und als Naturschutzgebiet Mündungsgebiet der Ahr ausgewiesen.

### Zuflüsse
Diagramm
| Die Zuflüsse der Ahr ab 7 km Länge (von der Quelle bis zur Mündung) | Die Zuflüsse der Ahr ab 7 km Länge (von der Quelle bis zur Mündung) | Die Zuflüsse der Ahr ab 7 km Länge (von der Quelle bis zur Mündung) | Die Zuflüsse der Ahr ab 7 km Länge (von der Quelle bis zur Mündung) | Die Zuflüsse der Ahr ab 7 km Länge (von der Quelle bis zur Mündung) |
| ------------------------------------------------------------------- | ------------------------------------------------------------------- | ------------------------------------------------------------------- | ------------------------------------------------------------------- | ------------------------------------------------------------------- |
|                                                                     |                                                                     |                                                                     |                                                                     |                                                                     |
| Schaafbach                                                          | Schaafbach                                                          |                                                                     | 11,4 km                                                             | 11,4 km                                                             |
| Lampertsbach                                                        | Lampertsbach                                                        |                                                                     | 9,5 km                                                              | 9,5 km                                                              |
| Mühlenbach                                                          | Mühlenbach                                                          |                                                                     | 7,1 km                                                              | 7,1 km                                                              |
| Michelsbach                                                         | Michelsbach                                                         |                                                                     | 8,3 km                                                              | 8,3 km                                                              |
| Ahbach                                                              | Ahbach                                                              |                                                                     | 14,9 km                                                             | 14,9 km                                                             |
| Trierbach                                                           | Trierbach                                                           |                                                                     | 25,3 km                                                             | 25,3 km                                                             |
| Dreisbach                                                           | Dreisbach                                                           |                                                                     | 10,0 km                                                             | 10,0 km                                                             |
| Armuthsbach                                                         | Armuthsbach                                                         |                                                                     | 18,4 km                                                             | 18,4 km                                                             |
| Adenauerbach                                                        | Adenauerbach                                                        |                                                                     | 15,7 km                                                             | 15,7 km                                                             |
| Liersbach                                                           | Liersbach                                                           |                                                                     | 14,5 km                                                             | 14,5 km                                                             |
| Kesselinger Bach                                                    | Kesselinger Bach                                                    |                                                                     | 14,1 km                                                             | 14,1 km                                                             |
| Sahrbach                                                            | Sahrbach                                                            |                                                                     | 15,3 km                                                             | 15,3 km                                                             |
| Vischelbach                                                         | Vischelbach                                                         |                                                                     | 10,5 km                                                             | 10,5 km                                                             |
| Leimersdorfer Bach                                                  | Leimersdorfer Bach                                                  |                                                                     | 8,3 km                                                              | 8,3 km                                                              |
| Hellenbach                                                          | Hellenbach                                                          |                                                                     | 7,7 km                                                              | 7,7 km                                                              |
| Harbach                                                             | Harbach                                                             |                                                                     | 9,9 km                                                              | 9,9 km                                                              |
| Farblegende: dunkelblau: linke Zuflüsse hellblau: rechte Zuflüsse   |                                                                     |                                                                     |                                                                     |                                                                     |

Tabelle der Zuflüsse
| Stat. in km | Name                      | GKZ        | Lage   | Länge in km | EZG in km² | Mündung Koordinaten | Mündungshöhe in m ü. NHN | Quelle Koordinaten   | Quellhöhe in m ü. NHN | Bemerkungen                                              |
| ----------- | ------------------------- | ---------- | ------ | ----------- | ---------- | ------------------- | ------------------------ | -------------------- | --------------------- | -------------------------------------------------------- |
| 084,90      | Stegbach                  | 2718-1112  | rechts | 002,1940    |            | Lage (Blankenheim)  | 47300000                 | Lage                 | 54200000              |                                                          |
| 084,20      | Ahr Umfluter              | 2718-1114  | rechts | 000,150     |            | Lage (Blankenheim)  | 44200000                 | Lage                 | 44500000              |                                                          |
| 083,10      | Mülheimer Bach            | 2718-112   | links0 | 004,5410    | 0005,9010  | Lage                | 42000000                 | Lage                 | 52600000              |                                                          |
| 082,50      | Nonnenbach                | 2718-12    | rechts | 006,9920    | 0010,8850  | Lage                | 40700000                 | Lage                 | 53900000              |                                                          |
| 081,90      | N.                        | 2718-1312  | rechts | 001,0010    |            | Lage                | 40200000                 | Lage                 | 48300000              |                                                          |
| 080,50      | Reetzer Bach              | 2718-132   | links0 | 003,5850    | 0003,5580  | Lage (Reetz)        | 39200000                 | Lage                 | 50900000              |                                                          |
| 079,20      | Schaafbach                | 2718-14    | rechts | 011,4220    | 0028,0310  | Lage                | 37800000                 | Lage                 | 58100000              | Quellfluss: Eichholzbach                                 |
| 078,20      | N.                        | 2718-152   | links0 | 001,8260    |            | Lage                | 37300000                 | Lage                 | 48300000              |                                                          |
| 075,70      | Lampertsbach              | 2718-16    | rechts | 009,480     | 0028,0710  | Lage (Dollendorf)   | 35800000                 | Lage (Esch)          | 53900000              | Quellfluss: Frömmelsbach                                 |
| 074,60      | Fuhrbach                  | 2718-172   | rechts | 005,3440    | 0005,1640  | Lage (Ahrhütte)     | 35100000                 | Lage (Mirbach)       | 50100000              | auch: Bechertstal                                        |
| 074,00      | Mühlenbach                | 2718-18    | links0 | 007,1060    | 0016,1720  | Lage (Ahrhütte)     | 34800000                 | Lage                 | 49000000              | Quellfluss: Weilerbach                                   |
| 073,20      | Michelsbach               | 2718-192   | rechts | 008,3030    | 0010,6520  | Lage (Uedelhoven)   | 34200000                 | Lage                 | 51900000              |                                                          |
| 072,90      | Aulbach                   | 2718-194   | links0 | 005,080     | 0005,0550  | Lage (Uedelhoven)   | 34100000                 | Lage                 | 52400000              |                                                          |
| 071,10      | Willemsbach               | 2718-1992  | rechts | 001,3560    |            | Lage (Uedelhoven)   | 34100000                 | Lage (Uedelhoven)    | 45000000              |                                                          |
| 070,70      | Göttersbach               | 2718-1994  | rechts | 001,0120    |            | Lage (Uedelhoven)   | 34000000                 | Lage (Uedelhoven)    | 39500000              |                                                          |
| 068,80      | Ahbach                    | 2718-2     | rechts | 014,8660    | 0090,9580  | Lage (Ahrdorf)      | 33100000                 | Lage (Betteldorf)    | 55900000              |                                                          |
| 066,00      | Herresbach                | 2718-36    | links0 | 003,29560   | 0003,7760  | Lage (Dorsel)       | 30400000                 | Lage                 | 43200000              |                                                          |
| 064,20      | Trierbach                 | 2718-4     | rechts | 025,2740    | 0116,1940  | Lage (Müsch)        | 29400000                 | Lage                 | 61400000              |                                                          |
| 061,10      | Huhnenbach                | 2718-52    | links0 | 004,3490    | 0005,1540  | Lage (Antweiler)    | 28100000                 | Lage                 | 48600000              |                                                          |
| 060,30      | Limbach                   | 2718-532   | rechts | 003,9280    | 0003,680   | Lage (Antweiler)    | 27700000                 | Lage (Reifferscheid) | 46000000              |                                                          |
| 058,70      | Eichenbach                | 2718-534   | links0 | 006,9340    | 0007,1730  | Lage                | 27300000                 | Lage (Lommersdorf)   | 52800000              | Quellfluss: Hirzenflosseifen                             |
| 055,50      | Laufenbach                | 2718-536   | rechts | 002,7580    | 0004,070   | Lage (Fuchshofen)   | 25800000                 | Lage (Reifferscheid) | 43200000              |                                                          |
| 055,40      | Dreisbach                 | 2718-54    | links0 | 010,030     | 0016,3920  | Lage (Fuchshofen)   | 25600000                 | Lage                 | 50700000              |                                                          |
| 052,00      | Armuthsbach               | 2718-56    | links0 | 018,3530    | 0060,5260  | Lage (Schuld)       | 24500000                 | Lage                 | 53100000              |                                                          |
| 049,80      | N.                        | 2718-5712  | links0 | 000,8960    |            | Lage (Schuld)       | 23200000                 | Lage (Harscheid)     | 41700000              |                                                          |
| 047,90      | Holzseifen                | 2718-574   | links0 | 000,9960    | 0000,5490  | Lage                | 22300000                 | Lage                 | 34800000              |                                                          |
| 047,50      | Atzenbach                 | 2718-576   | rechts | 002,5220    | 0002,360   | Lage                | 22200000                 | Lage (Winnerath)     | 43200000              |                                                          |
| 046,60      | Welsbach                  | 2718-5792  | rechts | 001,2810    |            | Lage (Insul)        | 21800000                 | Lage                 | 39900000              |                                                          |
| 045,30      | Lückenbach                | 2718-58    | rechts | 005,6770    | 0006,620   | Lage                | 21200000                 | Lage (Lückenbach)    | 29400000              |                                                          |
| 044,70      | Adenauerbach              | 2718-6     | rechts | 015,7190    | 0058,4730  | Lage (Dümpelfeld)   | 20900000                 | Lage                 | 53300000              | Quellfluss: Breitscheider Bach                           |
| 044,60      | Burgheckbach              | 2718-712   | rechts | 000,5660    | 0000,7590  | Lage (Dümpelfeld)   | 20900000                 | Lage                 | 20700000              | auch: Wingertsbach                                       |
| 043,60      | Ommelbach                 | 2718-714   | rechts | 001,9280    | 0001,9340  | Lage (Liers)        | 20500000                 | Lage                 | 31900000              |                                                          |
| 042,80      | Liersbach                 | 2718-72    | links0 | 014,4630    | 0028,9360  | Lage (Liers)        | 20100000                 | Lage                 | 52900000              |                                                          |
| 040,50      | Graben am breiten Feld    | 2718-732   | rechts | 000,630     | 0000,4960  | Lage                | 19800000                 | Lage                 | 28900000              |                                                          |
| 038,40      | Kesselinger Bach          | 2718-74    | rechts | 014,1420    | 0095,0130  | Lage (Ahrbrück)     | 18400000                 | Lage (Schelborn)     | 50900000              | auch: Staffeler Bach                                     |
| 038,30      | Steinbach                 | 2718-76    | links0 | 002,4690    | 0001,4010  | Lage (Brück)        | 18400000                 | Lage                 | 36300000              |                                                          |
| 038,20      | Bach vom Schorling        | 2718-78    | links0 | 002,4560    | 0003,1740  | Lage (Brück)        | 18400000                 | Lage                 | 33200000              | auch: Mirbach                                            |
| 035,20      | Breidertbach              | 2718-794   | links0 | 001,0440    | 0000,7130  | Lage                | 17400000                 | Lage                 | 33200000              |                                                          |
| 035,30      | Kreuzberger Graben        | 2718-798   | links0 | 000,8140    | 0000,7260  | Lage (Kreuzberg)    | 16900000                 | Lage                 | 17200000              |                                                          |
| 034,00      | Sahrbach                  | 2718-8     | links0 | 015,3080    | 0046,0720  | Lage (Kreuzberg)    | 17100000                 | Lage                 | 38400000              |                                                          |
| 033,90      | Vischelbach               | 2718-92    | links0 | 010,5390    | 0018,6710  | Lage (Kreuzberg)    | 17100000                 | Lage                 | 37400000              |                                                          |
| 031,50      | Bach vom Burtscheiderberg | 2718-932   | links0 | 002,2190    | 0005,2160  | Lage (Altenahr)     | 15700000                 | Lage                 | 30300000              | auch: Roßbach                                            |
| 022,00      | Bach am Sonnenheck        | 2718-934   | rechts | 001,5680    | 0001,7770  | Lage (Rech)         | 12700000                 | Lage                 | 35200000              | auch: Junge Berren oder Bärenbach                        |
| 021,90      | Nollbach                  | 2718-94    | rechts | 001,7680    | 0002,3940  | Lage (Rech)         | 12700000                 | Lage                 | 30600000              | auch: Donnenbach                                         |
| 020,20      | Steinbergsbach            | 2718-95114 | rechts | 001,0460    | 0001,4800  | Lage (Rech)         | 12200000                 | Lage                 | 25200000              | Mündung über Mühlgraben?                                 |
| 018,30      | Kratzenbach               | 2718-9512  | links0 | 001,9210    | 0003,2380  | Lage (Marienthal)   | 11600000                 | Lage                 | 22900000              | auch: Klimaschutzteich                                   |
| 016,80      | Heckenbach                | 2718-952   | rechts | 002,4250    | 0003,3910  | Lage (Walporzheim)  | 11600000                 | Lage                 | 35600000              | auch: Geusbach (Oberlauf)                                |
| 015,10      | Wingsbach                 | 2718-96    | rechts | 004,5090    | 0005,3780  | Lage (Ahrweiler)    | 10500000                 | Lage                 | 37200000              |                                                          |
| 014,50      | Mühlenteichgraben         | 2718-9712  | links0 | 000,1740    | 0000,0120  | Lage (Bad Neuenahr) | 10200000                 | Lage                 | 10600000              | Abfluss des Giesemer Bachs                               |
| 012,90      | Bachemer Bach             | 2718-972   | rechts | 006,9610    | 0008,3940  | Lage (Bad Neuenahr) | 9600000                  | Lage                 | 39700000              |                                                          |
| 011,40      | Fuchsbach                 | 2718-974   | links0 | 004,4370    | 0009,0720  | Lage (Bad Neuenahr) | 9200000                  | Lage                 | 25500000              | Oberlauf gemäß DGK: Lantershofener Bach bzw. Töschenbach |
| 009,60      | Mühlenteich               | 2718-9752  | rechts | 002,0290    | 0002,1230  | Lage (Bad Neuenahr) | 8500000                  | Lage                 | 8400000               |                                                          |
| 009,20      | Idienbach                 | 2718-976   | rechts | 005,3050    | 0005,0730  | Lage (Heimersheim)  | 8400000                  | Lage                 | 34200000              |                                                          |
| 008,70      | Leimersdorfer Bach        | 2718-98    | links0 | 008,5200    | 0027,9840  | Lage (Heppingen)    | 8100000                  | Lage                 | 21500000              |                                                          |
| 007,00      | Mühlenbach                | 2718-9912  | rechts | 002,3830    | 0005,7990  | Lage (Lohrsdorf)    | 7400000                  | Lage                 | 8400000               | auch: Mühlenteich                                        |
| 006,90      | Lohrsdorfer Bach          | 2718-992   | links0 | 002,5020    | 0002,9350  | Lage (Lohrsdorf)    | 7400000                  | Lage                 | 13500000              |                                                          |
| 003,80      | Mühlenbach                | 2718-9954  | links0 | 003,8520    | 0004,4840  | Lage (Sinzig)       | 6200000                  | Lage                 | 6500000               |                                                          |
| 003,10      | Hellenbach                | 2718-996   | rechts | 007,6720    | 0011,7070  | Lage (Sinzig)       | 6000000                  | Lage                 | 29100000              |                                                          |
| 002,50      | Harbach                   | 2718-998   | rechts | 009,9210    | 0014,240   | Lage (Sinzig)       | 5800000                  | Lage                 | 25800000              |                                                          |
| 000,00      | Ahr                       | 2718       |        | 085,1050    | 0897,4680  | (Remagen-Kripp)     | 5300000                  |                      | 47400000              | Mündet in den Rhein                                      |

## Daten
Die Ahrquelle hat eine durchschnittliche Schüttung von 12 Liter Wasser pro Sekunde. Das Quellwasser enthält viele stickstoffhaltige Ionen wie Ammonium und Nitrat.
Die Ahr und ihre Zuflüsse bilden das zentrale Gewässersystem des zur Osteifel gehörenden Ahrgebirges. Es entwässert ein Einzugsgebiet von 897,468 km². Die Ahr erreicht an der Mündung eine mittlere Wasserführung von 8 m³/s.
Von den 85,1 km Gesamtlänge der Ahr fließen rund 17 km in Nordrhein-Westfalen und etwa 68 km in Rheinland-Pfalz. Der Fluss hat ein Sohlgefälle von 4 ‰ im Unterlauf und von 4 – 8 ‰ im Oberlauf.
Pegel an der Ahr befinden sich in:
1. Ahrhütte-Neuhof (Pegel Neuhof)[12]
2. Müsch (Pegel Müsch 2)[13]
3. Altenahr (Pegel Altenahr)[5]
4. Bad Bodendorf (Pegel Bad Bodendorf)[14]

## Hochwasser

### Frühere Flutkatastrophen
In katastrophalen Überschwemmungen brachten hohe Flutwellen für viele Menschen im Tal den Tod und für alle in der Region enorme materielle Verluste.
Beim Hochwasser am 21. Juli 1804 starben 64 Menschen.

Beim Hochwasser am 13. Juni 1910 starben 57 Menschen; danach mussten alle Ahr-Brücken – außer der Nepomukbrücke bei Rech – wiederaufgebaut werden. Im Ahrstraßentunnel in Altenahr sind Marken der höchsten Pegel angebracht. Da der Ahrstraßentunnel erst 1834 gebaut wurde, fehlt die Marke für 1804, des höchsten Ahr-Hochwassers der letzten Jahrhunderte (zumindest bis zum 14. Juli 2021).
Am 2. Juni 2016 erreichte der Pegel der Ahr in Kreuzberg und Altenahr seinen seit Messbeginn bis dahin höchsten Stand, der allerdings deutlich unterhalb des Pegels von 1910 lag (siehe die Pegelmarken im Ahrstraßentunnel). Am Pegel Altenahr stieg die Ahr auf 369 Zentimeter, 20 cm mehr als beim zuvor höchsten Hochwasser in jüngerer Vergangenheit, dem Hochwasser 1993.
- Hochwasser der Ahr am 21. Juli 1804
- Hochwasser der Ahr am 13. Juni 1910
- 2016 (ein so genanntes Jahrhunderthochwasser)
- Hochwasser 2021 in Rheinland-Pfalz
- Liste der Hochwasserereignisse an der Ahr

### Flutkatastrophe 2021
Im Laufe des 14. Juli 2021 führten starke und anhaltende Regenfälle zu den bisher höchsten Pegelständen seit Beginn der Messungen. Die letzte Messung in Altenahr gab um 20:45 Uhr einen Pegelstand von 575 cm an und die in Bad Bodendorf am 15. Juli 2021 um 03:45 Uhr einen Stand von 483 cm. Am 15. Juli 2021 erreichte der Pegel Altenahr einen Wasserstand nach Schätzungen etwa 1000 cm, da die Messstation zu dem Zeitpunkt bereits ausgefallen ist. Somit wurden die Pegelstände des „Jahrhunderthochwassers“ von 2016 in Altenahr um rund 6,3 Meter übertroffen. Es war eine verheerende Flutkatastrophe, bei der im Ahrtal 134 Menschen starben und viele Ortschaften und Städte verwüstet wurden.

## Geschichte
Vereinzelte Siedlungen gab es im Ahrtal bereits in der Römerzeit, wie die Römervilla von Bad Neuenahr-Ahrweiler als Villa Rustica am Silberberg belegt. Wegen seiner ursprünglich ungünstigen Verkehrslage ist das Ahrtal – zumindest was Mittel- und Oberlauf betrifft – jedoch erst verhältnismäßig spät dichter besiedelt worden.
Das änderte sich etwa ab der Mitte des 19. Jahrhunderts. Siedlungen wurden ausgebaut; Verkehrswege (unter anderem die Ahrtalbahn; auch ein Teil der Bahnstrecke Dümpelfeld–Lissendorf führt durch das Ahrtal) wurden gebaut oder erweitert.

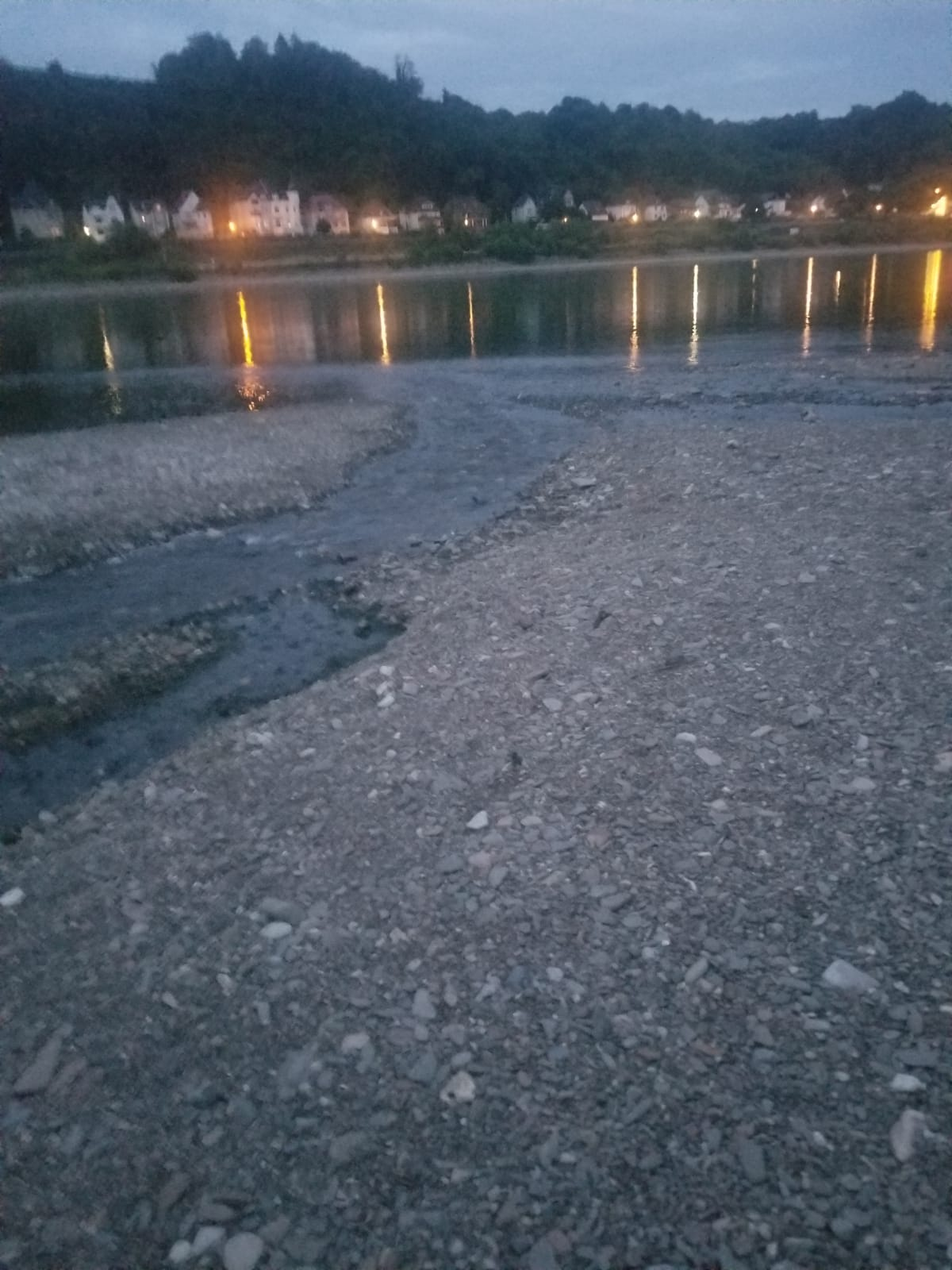
Ahrmündung am 23. Juli 2022 bei Niedrigwasser

Gleiches galt für landwirtschaftliche Nutzflächen. Der Flusslauf wurde stellenweise begradigt und seine Ufer befestigt. Um Mühlen und Bewässerungssysteme gleichmäßig mit Wasser versorgen zu können, wurden Wehre in die Ahr gebaut. Künstliche Sohlschwellen sollten die Fließgeschwindigkeit verringern und dadurch Erosion verhindern. Die Wehre und Sohlschwellen werden seit 1989 mit dem Projekt „Lachs 2000“ zurückgebaut mit dem Ziel, die Gewässerökologie zu verbessern sowie u. a. Lachse und Meerforellen wieder anzusiedeln. Für die Renaturierung der Ahr und den Rückbau der meisten Querbauwerke wurden von Ende 1989 bis Juli 2011 ca. 3,5 Mio. Euro investiert. Wegen der Flutkatastrophe mussten 6000 junge Lachse neu angesiedelt werden, da die meisten durch Heizöl und andere Schadstoffe getötet worden seien.
In den 1960er und 1970er Jahren wurde im Ahrtal der Ausweichsitz der Verfassungsorgane des Bundes im Krisen- und Verteidigungsfall zur Wahrung von deren Funktionstüchtigkeit gebaut, umgangssprachlich auch Regierungsbunker genannt. Anfang der 2000er Jahre wurde dieser zurückgebaut, bis heute gibt es oberhalb des Flusstals bei Ahrweiler die Dokumentationsstätte Regierungsbunker.
Am 19. Juli während der gravierenden Dürre und Hitzewelle 2022 fast auf den Tag genau ein Jahr nach der verheerenden Flutkatastrophe 2021, fiel die Ahr, deren Hochwasser im Vorjahr im Ahrtal große Zerstörungen angerichtet hatte, bei einem Pegelstand von 49 cm in Bad Bodendorf, an einigen Stellen bis auf ein kleines Rinnsal annähernd trocken und machte den Eindruck, in ihrem Mündungsgebiet den Rhein nicht mehr zu erreichen. Zwischen den Steinen floss jedoch nach Auskunft des Landesamtes für Umwelt noch etwas Wasser in den Rhein.

## Weinanbaugebiet
Bekannt ist die Ahr durch die im Ahrtal ab der Ortsgemeinde Altenahr flussabwärts angelegten Weinberge. Das Weinbaugebiet Ahr ist das größte geschlossene Weinbaugebiet für Rotwein in Deutschland. Seit 1972 führt der Rotweinwanderweg durch die Südhänge des unteren Ahrtals.

## Ahr-Radweg
Der Ahr-Radweg wurde 2007 zwischen Remagen-Kripp und Blankenheim fertiggestellt. Er hat eine Länge von 85 Kilometern und folgt oberhalb von Dümpelfeld überwiegend der Trasse der in diesem Abschnitt stillgelegten Oberen und Mittleren Ahrtalbahn. Die Trasse des zweiten Streckengleises der Ahrtalbahn, kann zwischen Rech und Altenahr sowie ab Ahrbrück weitgehend genutzt werden. Der Radweg ist gut ausgebaut und beschildert. Die Flutkatastrophe von 2021 hat den Radweg streckenweise unterbrochen.

## Bilder

Bilder entlang des Flusslaufes
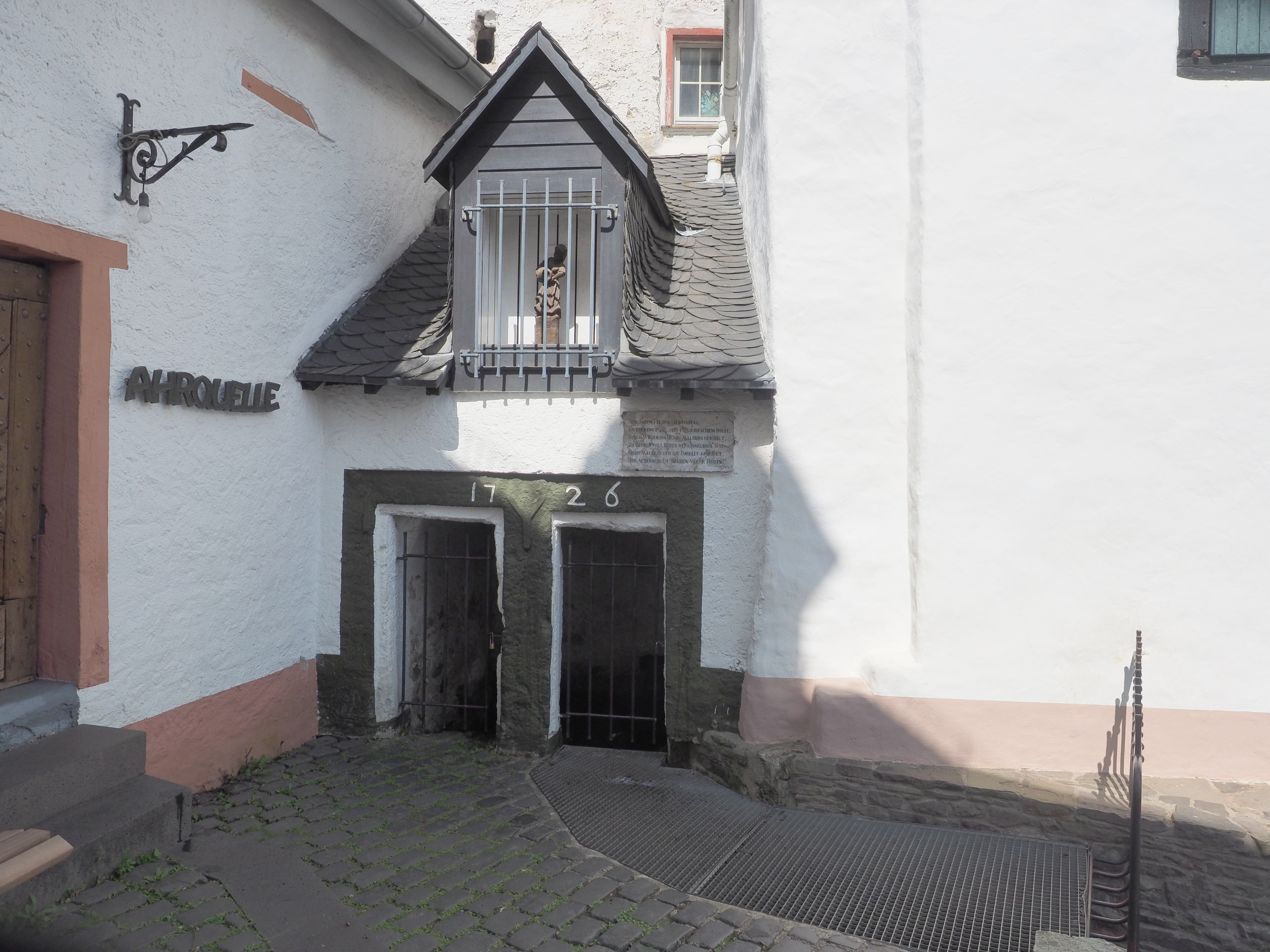
Ahrquelle (gefasst) in Blankenheim
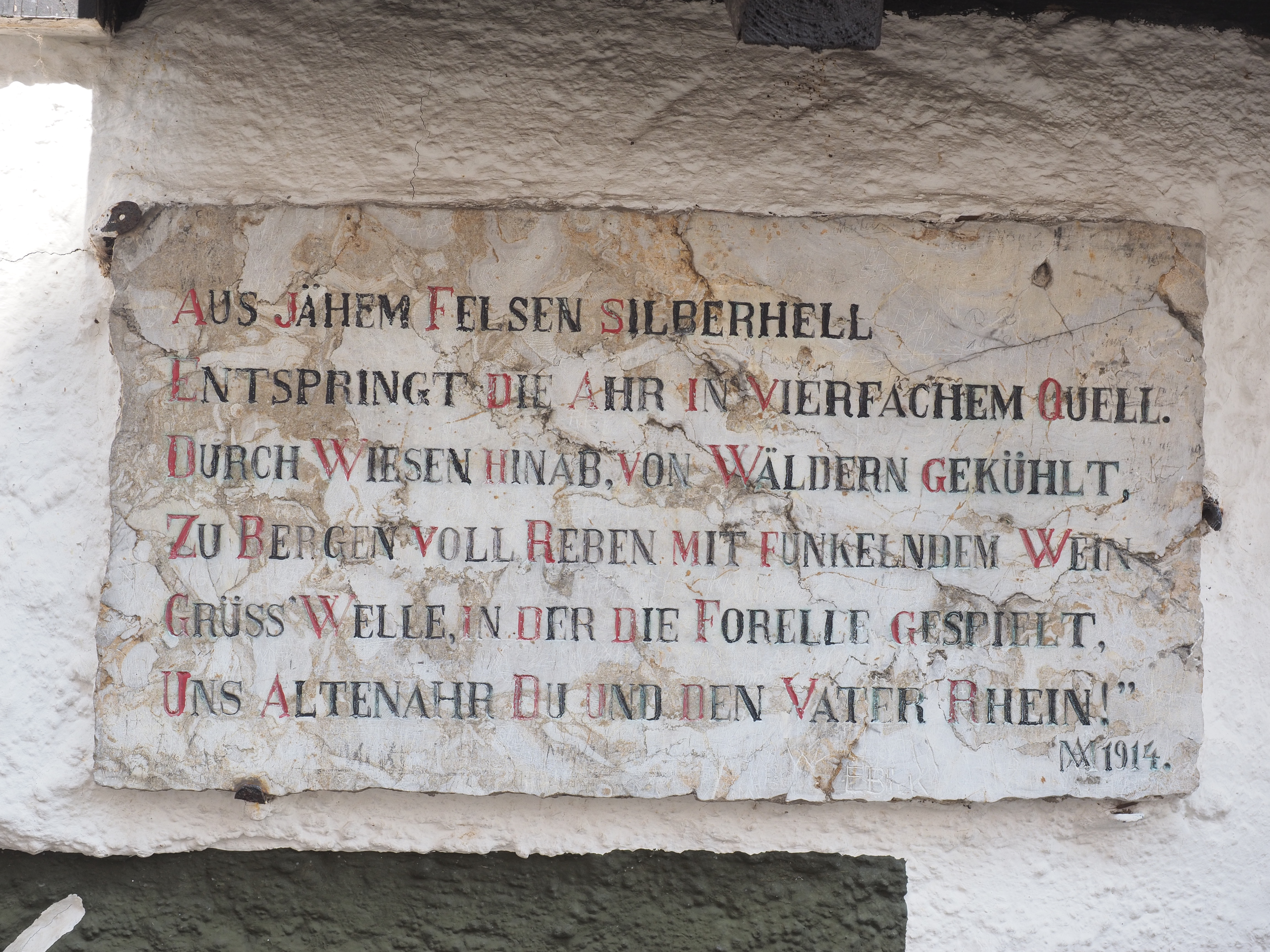
Inschrift an der Ahrquelle
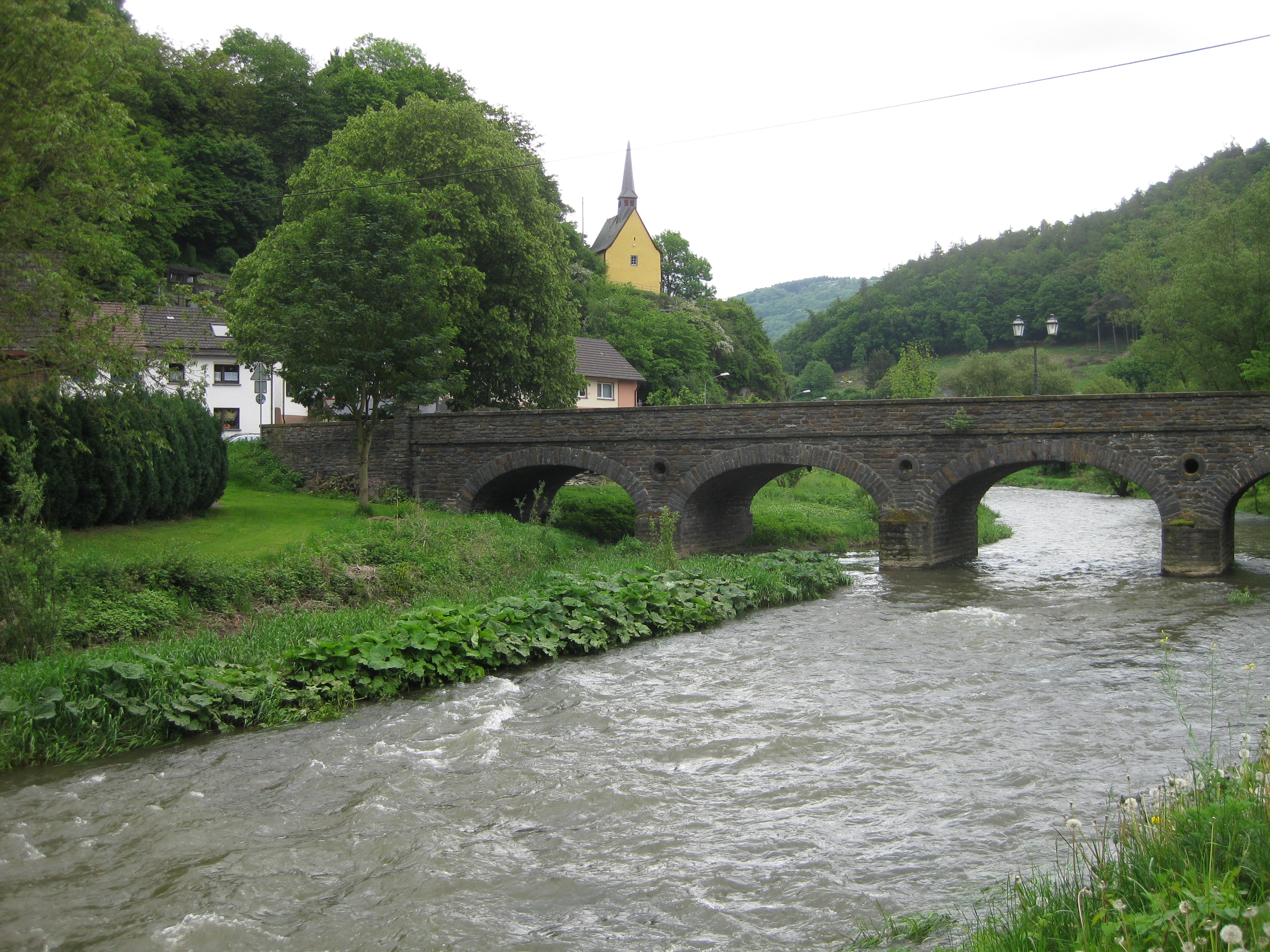
Ahrbrück, Ortsteil Brück
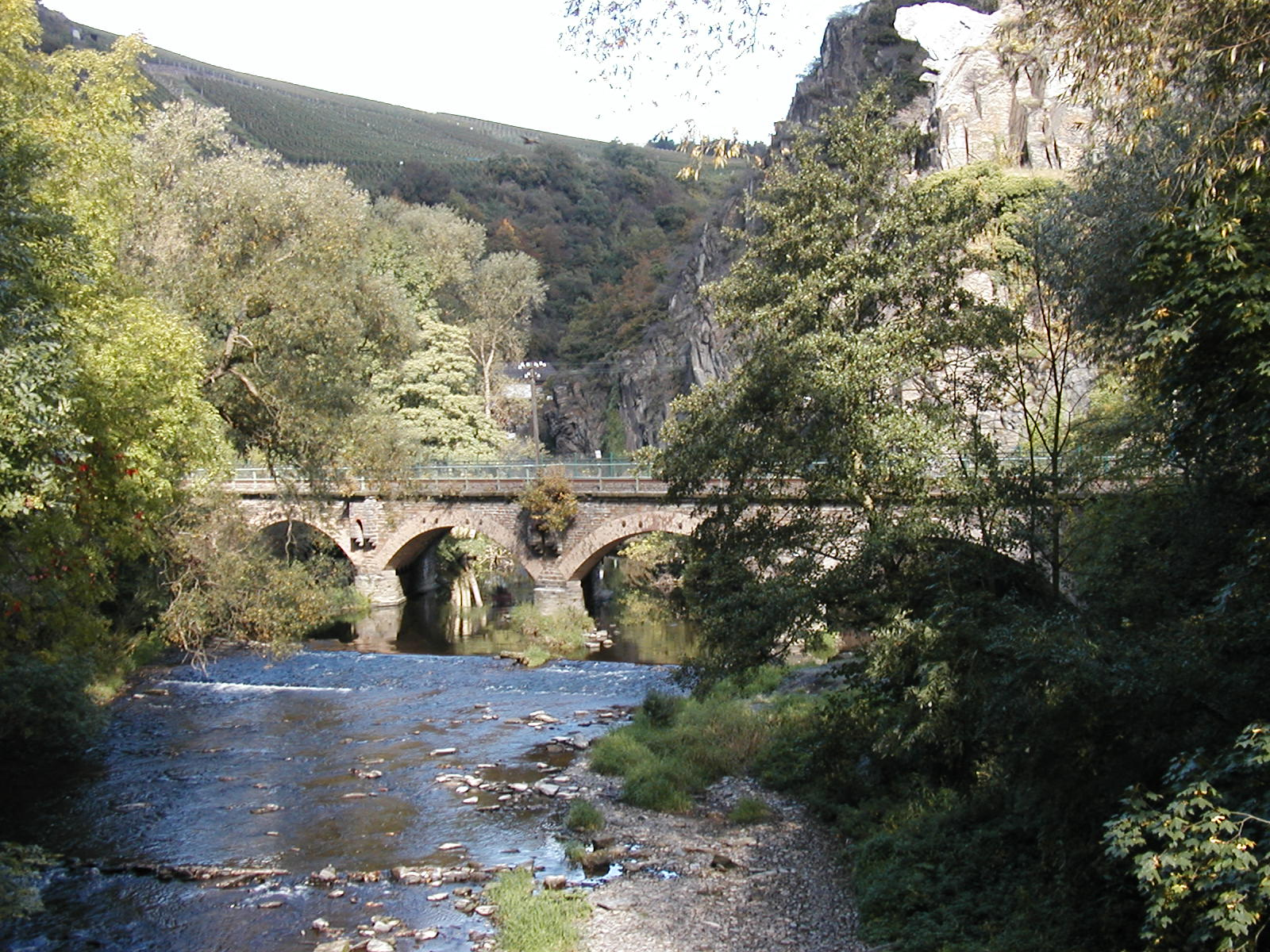
Die Ahr an der Felsformation Bunte Kuh bei Walporzheim
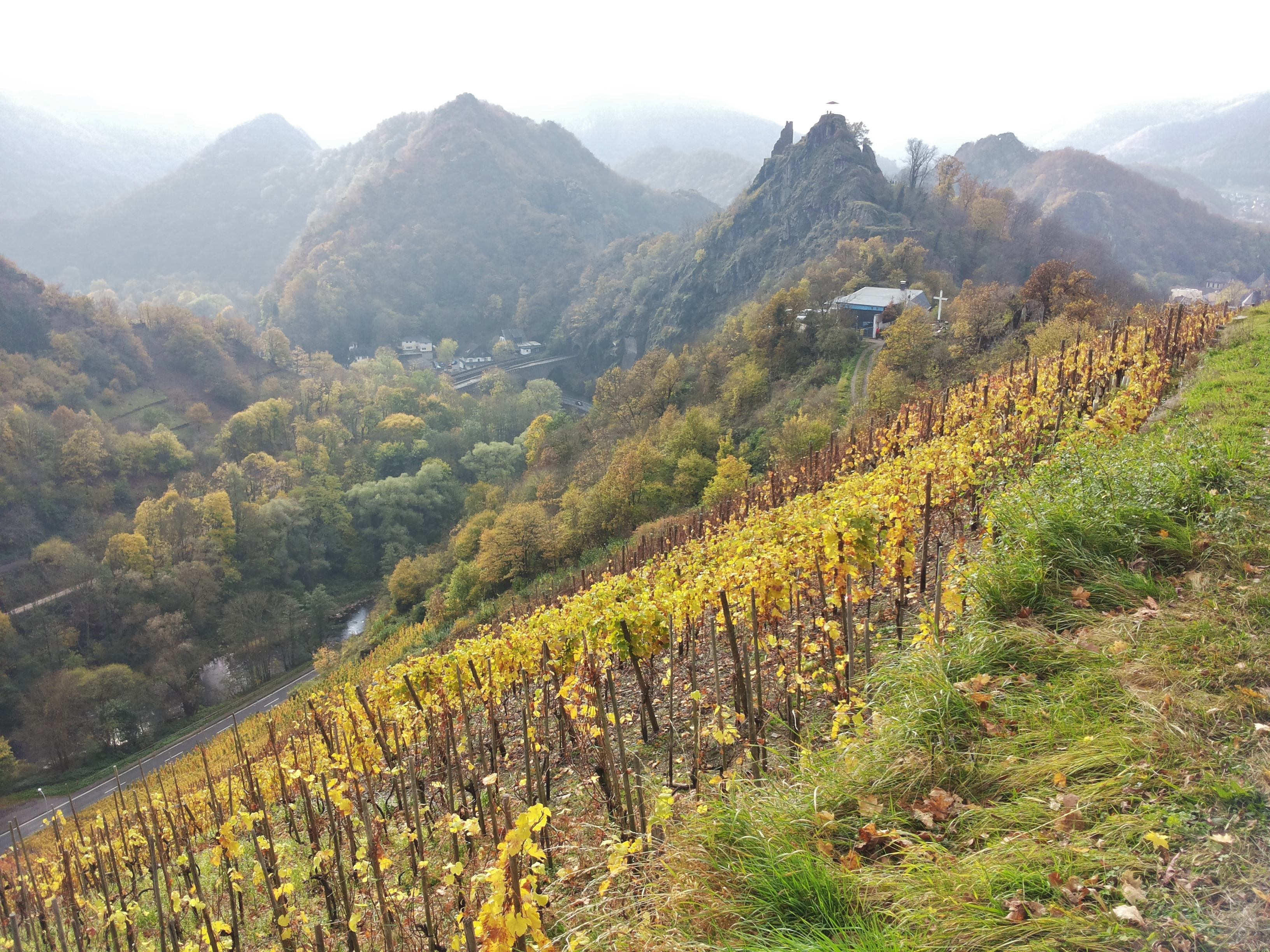
Tallandschaft der mittleren Ahr
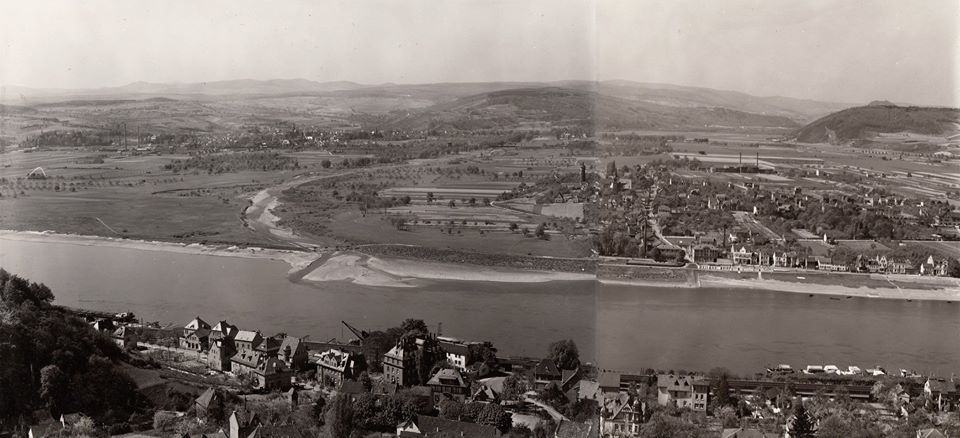
Die Mündung der Ahr in den Rhein vor der Renaturierung (ca. 1930)
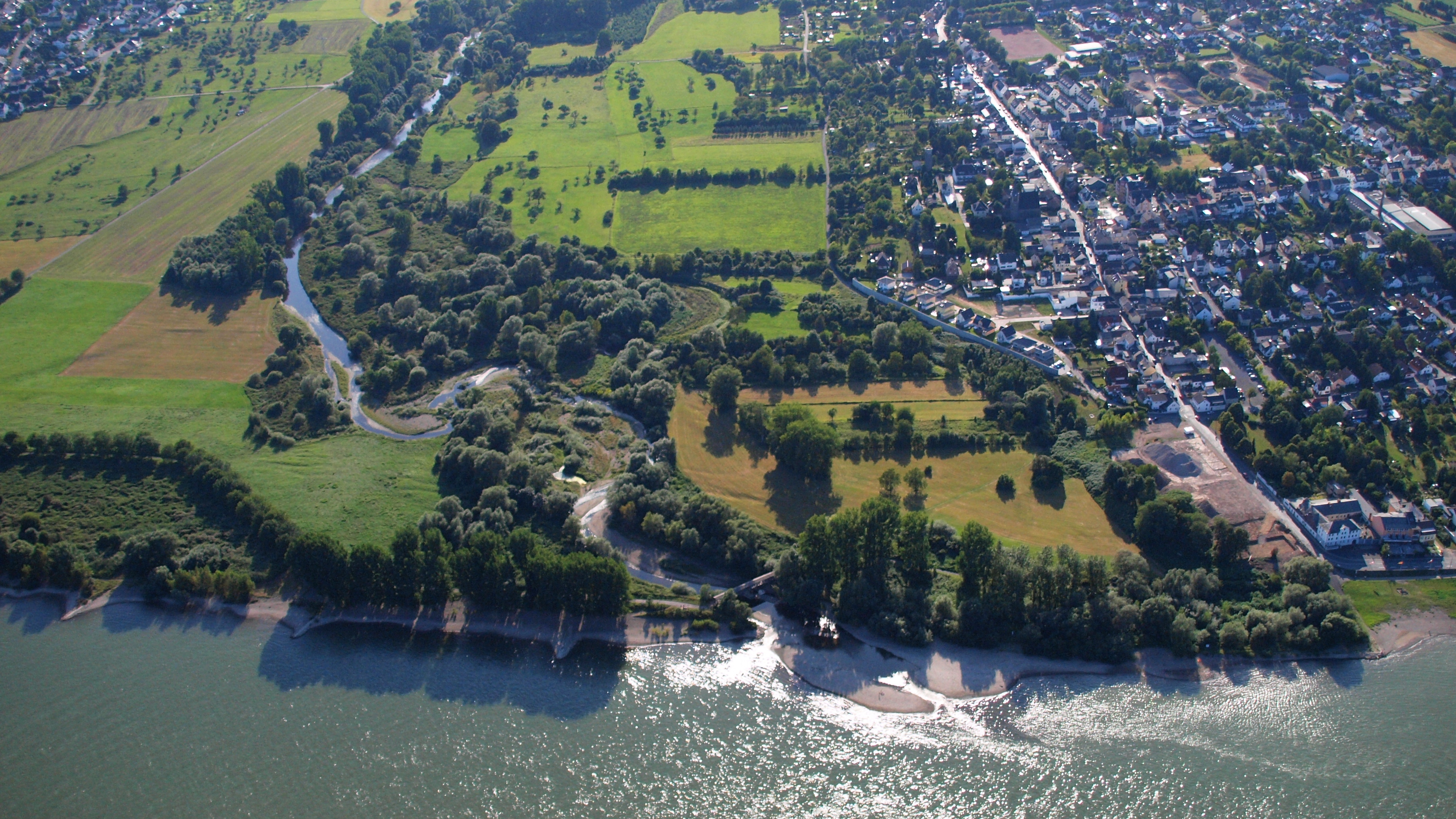
Die Mündung der Ahr nach der Renaturierung. Rechts die Ortschaft Kripp
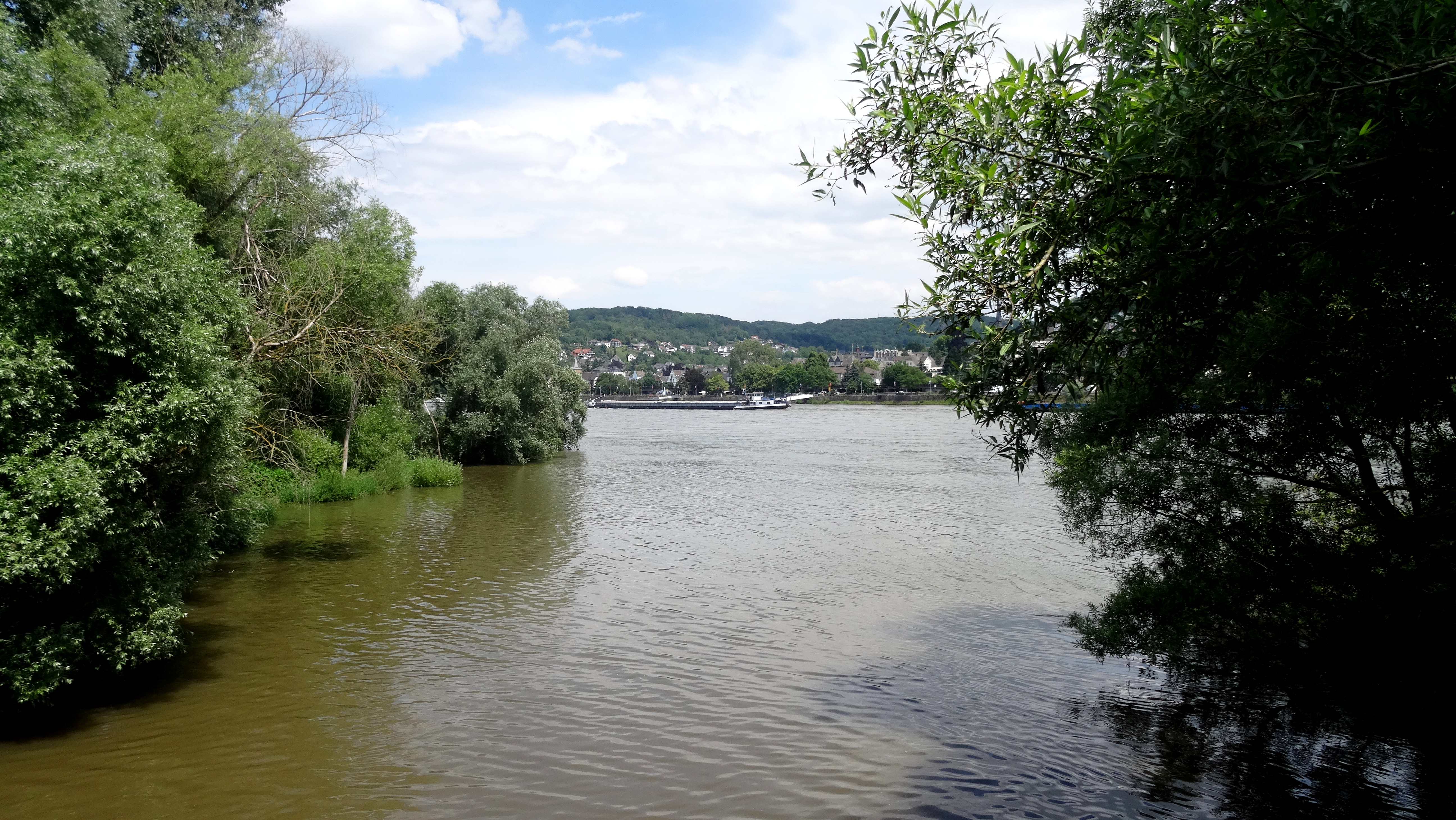
Mündung der Ahr